# Izanami
 (janvier 2011).
Si vous disposez d'ouvrages ou d'articles de référence ou si vous connaissez des sites web de qualité traitant du thème abordé ici, merci de compléter l'article en donnant les références utiles à sa vérifiabilité et en les liant à la section « Notes et références ».
Dans la mythologie japonaise, Izanami (イザナミ, qui signifie « celle qui invite ») est à la fois la déesse de la création et de la mort et la première femme du dieu Izanagi.

## Déesse de la création
Les dieux primitifs ont donné naissance à deux divinités, une divinité masculine, Izanagi, et une divinité féminine, Izanami, pour les charger de créer la première terre. Pour les aider, ils leur ont donné une lance décorée de pierres précieuses, appelée Ame no nuhoko (天沼矛, la « Lance Céleste »).
Les deux divinités se placèrent sur le pont entre ciel et terre, Ame no ukihashi (天浮橋, le « Pont Flottant du Ciel ») et brassèrent la mer avec la lance. Quand des gouttes d'eau salée tombèrent de la lance, elles formèrent une île, Onogoro (« Se forme elle-même »). Ils descendirent du pont céleste et s'établirent sur cette île.
Finalement, ils désirèrent former un couple, aussi construisirent-ils une colonne appelée Ame no mihashira (天御柱, l'« Auguste Pilier Céleste ») et tout autour un palais appelé Yahirodono (八尋殿, la « Pièce des Huit Pas »).
Izanagi et Izanami dessinaient des cercles dans des directions opposées autour de la colonne et quand ils se rencontraient, Izanami exprimait la première les salutations. Izanagi pensait que ce n'était pas la bonne chose à faire mais ils s'unirent cependant. Ils eurent deux enfants, Hiruko (l'enfant de l'eau) et Awashima no kami (淡島神, kami de l'île des bulles) mais ils étaient mal formés et ne furent pas considérés comme des dieux.
Ils les mirent dans un bateau et les abandonnèrent sur la mer puis ils demandèrent aux autres dieux pourquoi ils n'avaient pas eu de réussite. Ils leur dirent que la divinité masculine devait faire les salutations en premier lors de la cérémonie du mariage.
Aussi Izanagi et Izanami retournèrent-ils autour de la colonne et cette fois, Izanagi parla le premier lors de leur rencontre et leur mariage fut un succès. De leur union naquirent les ooyashima (大八洲), ou les huit grandes îles de la chaîne japonaise :
- Awaji
- Iyo (plus tard Shikoku)
- Ogi
- Tsukushi (plus tard Kyūshū)
- Iki
- Tsushima
- Sadogashima
- Yamato (plus tard Honshū)

Hokkaidō, Chishima et Okinawa ne sont pas des régions du Japon d'autrefois.
Ils ont donné naissance à six autres îles et de nombreuses divinités. Izanami est morte en donnant naissance à Kagutsuchi (ou Ho-Masubi, incarnation du feu). Elle fut enterrée au mont Hiba, à la frontière des anciennes provinces d'Izumo et de Hōki, aujourd'hui près de Yasugi dans la préfecture de Shimane.
À la mort de sa femme, Izanagi fut si furieux qu'il tua le nouveau-né, provoquant la création de douzaines de divinités.

## Déesse de la mort
Izanagi se lamentait sur la mort d'Izanami et il entreprit un voyage à Yomi (la terre de la mort). Il chercha Izanami et la trouva rapidement. Izanagi ne pouvait pas la voir car les ombres la cachaient bien. Néanmoins, il lui demanda de revenir avec lui. Izanami l'informa qu'il était trop tard. Elle avait déjà mangé la nourriture de Yomi et appartenait maintenant à la terre de la mort. Elle ne pouvait pas revenir à la vie.
Izanagi fut scandalisé et refusa d'accéder à son souhait d'être laissée dans les bras de la sombre Yomi. Pendant qu'Izanami dormait, il prit le peigne qui retenait sa chevelure et l'alluma comme une torche. Sous la soudaine lumière, il vit l'horrible forme prise par sa belle et gracieuse Izanami. Son corps n'était plus que chair avariée où couraient des asticots et autres créatures répugnantes.
Poussant un cri, Izanagi ne put contenir sa peur et s'enfuit, ne songeant qu'à revenir dans le monde des vivants en abandonnant sa femme morte. Izanami se réveilla en hurlant, indignée, et se mit à le poursuivre. Sur son ordre, de sauvages shikome (醜女, des femmes répugnantes) le prirent en chasse pour le ramener.
Izanagi sortit précipitamment et poussa rapidement un rocher à l'entrée de la caverne qui était l'entrée de Yomi. Ce rocher était Chigaeshi no ōkami, aussi connu sous le nom de Yomido ni sayarimasu ōkami, il est l'un des rares kami à porter le titre ōkami, grande déité. Izanami poussa des cris perçants derrière cette barrière infranchissable et lui dit que s'il la laissait, elle détruirait mille êtres vivants par jour. Il répondit furieux qu'il donnerait la vie à mille cinq cents. 
Selon le Nihongi, alors qu'il quittait les lieux, une mystérieuse déesse nommée Kukurihime approcha Izanagi et lui dit quelque chose qui poussa Izanagi à louer Kukurihime. Si les paroles de Kukurihime ne furent pas compilées (ou plus probablement, effacées pour des raisons mystérieuses) dans le Nihon shoki, et si Kukurihime n'apparaît nulle part ailleurs, elle bénéficie en revanche d'une extrême popularité dans les temps anciens, pour une déité mineure. Kukurihime est également nommée Shirayama-hime, elle est la déesse principale du réseau de sanctuaire Shirayama Hime-jinja (dont le principal à Hakusan), comptant environ 3 000 sites[réf. souhaitée] répartis un peu partout au Japon. 
L'histoire a des points communs avec le mythe grec d'Orphée et d'Eurydice et le mythe maya d'Itzamna, Ix Chel et le mythe sumérien d'Inanna.
On peut aussi rapprocher l'impossibilité d'Izanami à quitter le royaume des morts après avoir mangé de la nourriture à celui de Persephone, elle-même condamnée à passer 6 mois de l'année en Enfer après avoir mangé six pépins de grenade à la table d'Hades[réf. nécessaire].

## Influence
- Dans le jeu vidéo Elite: Dangerous, Izanami est une région de la voie lactée se situant de l'autre côté du centre galactique par rapport au système solaire.

- Dans le manga et anime Naruto, Izanami est un jutsu interdit du Sharingan du clan Uchiwa. Itachi l'utilise contre Kabuto Yakushi pour le forcer à redevenir lui-même, complètement possédé par le pouvoir d'Orochimaru. Izanami enferme la cible dans une boucle temporelle, répétant sans cesse les mêmes actions. Pour échapper à cette technique, la cible doit accepter sa vraie personnalité. Izanami a été créé pour contrer un autre jutsu qui lui est complémentaire, Izanagi, pouvant changer le destin de son utilisateur. Comme trop d'utilisateurs d'Izanagi devenaient obsédés par leur pouvoir et tuaient des membres de leur propre clan, les autres membres du clan créèrent Izanami pour les forcer à reconnaître leurs erreurs et a ne plus les recommencer.
- Dans le manga et anime Noragami, Izanami est un personnage apparaissant dans la seconde saison (Noragami Aragoto) en tant que déesse des enfers.
- Shirokawa, l'héroïne du roman Megami Tensei, est la réincarnation de la déesse Izanami. Le héros, Nakajima, est la réincarnation du dieu Izanagi. Le titre du roman signifie "La Réincarnation de la Déesse".
- Dans la trilogie de romans La Guerre du lotus de Jay Kristoff, Izanami apparaît dans le tome 3, Endsinger.
- Izanami est le « vrai » boss final du jeu vidéo Persona 4.
- Dans le jeu vidéo SMITE, Izanami est l'une des divinités jouables du panthéon japonais.
- Hades : Izanami est un personnage jouable dans le jeu vidéo BlazBlue: Central Fiction. Elle est la mort incarnée, voulant réduire l'univers au néant[3].

## Honneur
L'astéroïde (10227) Izanami porte son nom.